# Кретова, Ольга Капитоновна
Ольга Капитоновна Кретова (7 ноября 1903, Воронеж — 16 июля 1994, Воронеж) — русская советская писательница. Член Союза писателей СССР (1934).

## Биография
Родилась в 1903 году в Воронеже в многодетной семье сельских учителей, которая жила при школе села Чертовицкое Воронежского уезда. Детство провела в этом селе.
В 1920 году в семнадцать лет стала учительствовать помогая отцу — директору школы, участвовала в создании первой на селе детской пионерской организации, сама стала одной из первых в селе комсомолок. Работала в этой школе, а затем в школе деревни Плясово-Юрасово того же Воронежского уезда до 1928 года.
С 1925 года начинает публиковаться, сближается с литераторами Воронежа, входит в литературную группу «Чернозём», с 1928 года — сотрудник областной крестьянской газеты «Новая деревня».
В 1929 году была направлена редакцией газеты делегатом на Первый Всероссийский съезд крестьянских писателей. Член ВКП(б) с 1930 года.
В 1934 году была делегатом на Первом съезде писателей СССР, став одним из первых членов Союза писателей СССР, была зам. председателя Воронежского отделения Союз писателей СССР.
В 1939—1941 годах училась в Литературном институте им. М. Горького.
В годы Великой Отечественной войны была в эвакуации в Челябинской области — вначале преподавала в школе в селе Шмаково Курганского района, летом 1942 года, обратившись через газету «Красный Курган» с призывом заменить механизаторов, призванных на фронт, подала личный пример и окончив школу механизации, стала штурвальным на комбайне Шмаковской машинотракторной станции. К литературному труду вернулась только переехав в 1943 году в Ульяновск, где работала в газете «Ульяновская правда». В 1944 году вернулась в Воронеж.
В 1946—1950 годах — председатель Воронежского отделения Союза писателей СССР.
В 1953—1956 годах — собственный корреспондент «Литературной газеты».
Активно занималась творчеством, участвовала в литературной жизни Воронежа, в 1957 году её стараниями было возобновлено издание журнала «Подъем».
В 1960 году награждена орденом «Знак Почёта».
В 1973 году награждена вторым орденом «Знак Почёта».
Умерла в 1994 году.

## Память
Именем О. К. Кретовой названа улица в Воронеже — ул. Писательницы Кретовой.

## Творчество
В 1925 году написала первый свой очерк «Заслужил» о коммунисте села М. С. Новикове, сражавшемся с кулаками за новую жизнь крестьян-бедняков. Очерк был опубликован в газете «Беднота».
В 1930-е годы печатает рассказы и очерки в местных и центральных газетах и журналах. Первая книга — документальная повесть «Выбор», была опубликована в Москве в 1932 году.
Основная тема очерков, рассказов и повестей писательницы — дела и жизнь сельских тружеников Воронежской области, сюжеты носят документальный характер. Так повесть «Хозяйка своей судьбы» (1958) - о директоре Шишовской МТС М. Ф. Тимашовой, «Университеты Николая Мануковского» (1961) - о трактористе колхоза им. Кирова Ново-Усманского района Н. Ф. Мануковском.

Связь Ольги Капитоновны с деревней длительна и прочна. Она базируется не на творческих командировках. Писательница выросла в деревне, работала там, долгое время жила в колхозной среде. Вся её жизнь, по существу, переплетена с жизнью деревни. С проблемами духовного роста советского крестьянства неразрывно связано все творчество талантливой писательницы и очеркистки. В книгах Ольги Кретовой — художественная летопись среднерусской деревни на протяжении сорока лет.— журнал «Огонёк», 1974 год